# Афанасий (Волховский, Фёдор Павлович)
Епи́скоп Афана́сий (в миру Фёдор Павлович Вольховский; ок. 1741 — 1 (13) января 1801) — епископ Русской православной церкви, епископ Могилёвский и Полоцкий.
Причислен к лику местночтимых святых Украинской православной церкви.

## Биография
Родился в Полтаве в семье протоиерея Николаевской церкви Павла Вольховского (ум. 1764).
Учился в Тверской духовной семинарии, когда епископом Тверским был его дядя, тоже Афанасий (Волховский). Затем поступил в Киевскую духовную академию, по окончании которой в 1765 году был рукоположён во священника к полтавской Николаевской церкви. После смерти жены 1 октября 1769 года принял постриг в Болдинском Ильинском монастыре близ Чернигова и с 1770 года служил в Черниговском кафедральном соборе.
С 1776 года — игумен Новгородского Кириллова монастыря.
С 1781 года — наместник Александро-Невской лавры. В 1783 году переведён сначала в новгородский Отенский монастырь, а затем (23 ноября) — в Вяжищский монастырь с возведением в сан архимандрита. С 13 ноября 1785 года назначен архимандритом новгородского Юрьева монастыря.
30 июля 1788 года был хиротонисан во епископа Старорусского, викария Новгородской епархии.
С 5 марта 1795 года — епископ Могилёвский и Полоцкий. Назначение в Могилёв произошло сразу после присоединения Западной Белоруссии к России, в результате которого большое число греко-католиков воссоединилось с Православной церковью, и противостояние католичеству, восстановление церковной жизни православных общин стало главной задачей епископа Афанасия. За свои труды в 1797 году он был награждён орденом Святого Александра Невского. В церковно-апологетическом жизнеописании отмечено:
Два с половиною года Святитель Афанасий безмятежно управлял Могилевскою паствою, в которой и оставил по себе память мудрого и доброго пастыря не одним Окружным Посланием своим к ней, но и тем наипаче, что в среде её «много униатских церквей и народа обратил в благочестие» (православие). По вниманию к таковым, без сомнения, великим подвигам, Император Павел Петрович, при Всемилостивейшем и лестном рескрипте, 11 мая 1797 года, пожаловал Епископу Афанасию орден Св. Александра Невского.
Но уже в июне того же года в Святейший синод на него поступил донос, и на основании рапорта князя Василия Хованского 27 августа 1797 года епископ Афанасий был уволен на покой в Лубенский Мгарский Спасо-Преображенский монастырь без права управления им.
В 1800 году в состоянии нервного расстройства переехал к родственникам в Полтаву, откуда в Лубенский монастырь уже не возвращался, несмотря на распоряжения Синода.
Скончался 1 (13) января 1801 года в Полтаве, в квартире своего родственника, священника Николаевской церкви Иоанна Симоновского. Погребён в склепе собора полтавского Крестовоздвиженского монастыря.

## Канонизация
Прибывший на Прилукскую кафедру епископ Иларион, в 1882 (или 1884) году обозревая гробницу епископа Афанасия, обнаружил нетление его тела. Об этом было донесено в Св. Синод, откуда «последовало предписание изнести гроб из усыпальницы, а в склепе устроить церковь, где поставить мощи и там служить панихиды до времени официальной канонизации». По распоряжению Свят. Синода началась подготовка к канонизации. Торжества по случаю прославления планировалось провести после Поместного Собора Православной российской церкви 1917—1918 гг., однако начавшаяся революция воспрепятствовала этому.
В 1923 году останки епископа Афанасия были переданы в краеведческий музей как экспонат, во время Великой Отечественной войны были перенесены в монастырь и погребены под полом Крестовоздвиженского собора, около 1995 года были перезахоронены на монастырском кладбище. В 2009 году вновь началась работа по сбору материалов для канонизации; были составлены проекты тропаря и кондака, а также иконописного изображения святого. Наконец, 28 мая 2010 года Священный синод Украинской православной церкви благословил местное прославление и почитания епископа Афанасия Полтавского. Определением Архиерейского Собора от 30 ноября 2017 года имя свт. Афанасия было включено в месяцеслов Русской православной церкви.